# Медаль «У пам'ять 200-річчя Полтавської битви»
Медаль «У пам'ять 200-річчя Полтавської битви» (рос. Медаль «В память 200-летия Полтавской битвы») — ювілейна медаль Російської імперії, запроваджена з нагоди двохсотріччя перемоги Московського царства у битві під Полтавою.

## Історія
Медаль була запроваджена імператором Миколою II відповідно до указу від 17 червня 1909 року.
Автором медалі став український та російський художник-медальєр Антон Васютинський.
Нагородженню медаллю підлягали:
- усі військові та цивільні чини, що працюють у військових частинах, які брали участь у Полтавській битві та зберегли свою назву з 1709 року;
- генерали, штаб- та оберофіцери, що раніше служили у військових частинах, які брали участь у Полтавській битві та зберегли свою назву з 1709 року, за умови отримання медалі за власний рахунок;
- усі військові чини та цивільні чиновники військового відомства і кадети, що брали участь у ювілейному параді в Полтаві на честь 200-річчя Полтавської битви;
- усі військові та цивільні офіційні представники на ювілейних заходах у Полтаві;
- організатори ювілейних святкувань;
- усі прямі нащадки чоловічої статі генералів та командирів частин, які брали участь у Полтавській битві.

Загалом було відчеканено 71500 медалей. Основний тираж виготовили в Санкт-Петербурзькому монетному дворі.

## Опис
Медаль виготовлена з бронзи, мала діаметр 28 мм. На аверсі зображений цар Петро I у профілі, на реверсі зверху є напис «ПОЛТАВА», під ним — «1709», знизу — «1909». Посередині розміщений напис:
|  | А О ПЕТРѢ ВЕДАЙТЕ, ЧТО ЖИЗНЬ ЕМУ НЕ ДОРОГА - ЖИЛА БЫ ТОЛЬКО РОССІѦ |